# Emma Irene Almada Murillo
Emma Irene Almada Murillo (Hermosillo, Sonora) es una arquitecta mexicana, fue presidenta del Colegio de Arquitectos de la Ciudad de Hermosillo y secretaria general en la Federación de Colegios de Arquitectos de la República Mexicana.
Recibió el Reconocimiento al Profesionista del Año 2011 en la categoría de Ingeniería y Arquitectura por la Secretaría de Educación y Cultura del Estado de Sonora.

## Biografía
Estudió la licenciatura en Arquitectura en el Instituto Tecnológico y de Estudios Superiores de Monterrey, campus Sonora Norte, tiene una maestría en Valuación inmobiliaria, industrial y de bienes nacionales, por parte del Tecnológico de la Construcción. Desde el 2015 ha sido docente en ITESM campus Sonora Norte. Es miembro por el periodo 2020-2034 de la Junta Universitaria de la Universidad de Sonora.

## Trayectoria
Es co-fundadora y socia del Despacho Espacios, Arquitectura y Desarrollos y socia-fundadora del Despacho Arqualitas Desarrollos, se ha centrado en la generación de proyectos arquitectónicos y construcción con enfoque urbano y/o arquitectónico entre proyectos comerciales, residenciales, industriales, de salud, oficinas y educación en distintas localidades de México.
Como docente laboró en instituciones como Liceo Femenino Thezia, Universidad de Sonora y ITESM impartiendo cátedra en las asignaturas de vinculación profesional y proyectos inmobiliarios.
Es integrante activa del Colegio de Arquitectos de la Ciudad de Hermosillo, ha participado con diversos cargos como Secretaria de Acción Urbana (1994-1998), Secretaria de Acción Gremial (1996-1998), Coordinadora de la I Bienal Regional de Arquitectura Sonora (2010), Vicepresidente (2006-2008), ocupó el cargo de Presidenta en el periodo 2008-2010 y Presidenta de la Junta de Honor en el periodo 2018-2020.
Fue Secretaria General (2010-2012) y Coordinadora Nacional de Bienales (2012-2016) de la Federación de Colegios de Arquitectos de la República Mexicana.
Presidió el consejo de la Comisión de Certificación Profesional del Ejercicio de la Arquitectura en el Estado de Sonora durante el periodo 2016 al 2021 y fue coordinadora general de los Arquitectos Directores Responsables de Obra desde el año 2011 al 2013. 
Ha generado proyectos de investigación para la Reactivación de la Ruta Río Sonora; y ha sido miembro como Vocal en la Junta de Gobierno del Instituto Municipal de Planeación Urbana y del Espacio Público de la ciudad de Hermosillo, Sonora durante el periodo 2018-2021.

## Distinciones
Ha sido reconocida por instituciones de educación, gobierno y sociedad, con premios a su obra y trayectoria: 
- Reconocimiento entre los 80 arquitectos residenciales más destacados del 2010 por la revista PLANOS.
- Mención honorífica al Profesionista del Año 2010 por la SEC Sonora.
- Reconocimiento al Profesionista del Año 2011 por la SEC Sonora.
- Mención honorífica con el proyecto Parque industrial bodegas Norte en la V Bienal Regional de Arquitectura Sonora.[8]
- Jurado de la XII Bienal Nacional de Arquitectura Mexicana 2012 [9][10]
- Jurado en la evaluación de proyectos de Calles e Infraestructura Verde por IMPLAN[11]